# 마츠오카 미츠루
마츠오카 미츠루(일본어: 松岡 充, 1971년 8월 12일 ~ )는 일본의 가수이자 배우이다. 1994년에 결성한 5인조 록 밴드 SOPHIA와 2013년 활동 중지 이후, 그 멤버 3인으로 결성한 MICHAEL의 보컬을 담당하고 있다. 가면라이더 드라이브의 오프닝 SUPRISE-DRIVE를 불렀다.

## 인물
- 2002년에 구로사와 아키라 감독의 손녀이자 배우인 구로사와 유와 결혼해 슬하에 1남 1녀를 두고 있다.
- 밴드를 시작하게 된 계기는 고교 시절 폭주족이었던 마츠오카에게 학급 친구가 싸울 때 목소리가 크니까라는 이유로 보컬을 권유했기 때문. 인디 시절 상경 후 LUNA SEA의 카와무라 유이치의 집에 머물며 곡을 들려주며 지냈는데 이 때 류이치에게 눈빛이 좋다는 이야기를 들었다고.
- 오사카에 활동하던 시절 니시카와 타카노리의 밴드 Luis-Mary의 지방매니저를 한 경험이 있고, 관동에서 라이브르 할 때에는 편승에 자신의 밴드의 광고지를 붙이는 등 후배로써 귀여움을 받았다고. Luis-Mary의 해산 후, 마츠오카는 밴드 SOPHIA를 결성하여 상경한다.
- 밴드 내의 포지션은 단연 보컬리스트이지만, 연주할 수있는 악기는 하모니카로, 'like forever' 등의 전주가 있는 곡의 연주를 라이브에서 직접 선보이기도 한다. 이렇듯 기본적으로는 뮤지션이지만 2000년대 이래로 각종 드라마와 영화, 뮤지컬 무대의 배우로도 자리를 넓혀갔다.
- 관리를 잘하는 탓도 있겠지만 유전인건지 2019년 현재에도 미칠듯한 동안 외모를 자랑하고 있다. 락 계락에서 동안으로 유명한 hyde에 필적할 정도.

## 싱글
- SUPRISE-DRIVE
- sing my song for you
- time
- good my little moon
- re-ray
- eternity
- pavane pour une infante defunte
- mad Japanese
- the sea of lost memories
- gb main theme
- cruise
- two tablets
- differential calculus
- le Jardin feerique
- the way
- integral calculus
- you~gb ending theme
- W

## 출연작

### TV드라마
- 사람에게 상냥하게 - 야마다 타로
- 바람의 하루카
- 야마다 타로 이야기 - 야마다 카즈오
- 가면라이더 W - 다이도 카츠미/가면라이더 이터널

### 영화
- 가면라이더 W FOREVER Ato/Z운명의 가이아 메모리 - 다이도 카츠미/가면라이더 이터널
- TOKYO 데시벨

### 기타
- 가면라이더 W RETURNS/가면라이더 이터널 - 다이도 카츠미/가면라이더 이터널
- 가면라이더 배틀라이더 워 2 - 가면라이더 이터널
- 가면라이더 4호 - 가면라이더 4호